# Artvin
Artvin (georgisch ართვინი Artwini, armenisch Արդվին Ardwin) ist die Hauptstadt der zur Schwarzmeerregion gehörenden gleichnamigen Provinz im Nordosten der Türkei. Sie bildet auch den zentralen Landkreis (Merkez) der Provinz. Die Stadt liegt am Ostabfall des Pontischen Gebirges hoch über dem Flusstal des Çoruh. Die Kreisstadt beherbergt etwa 72 Prozent der Landkreisbevölkerung. 

## Geschichte

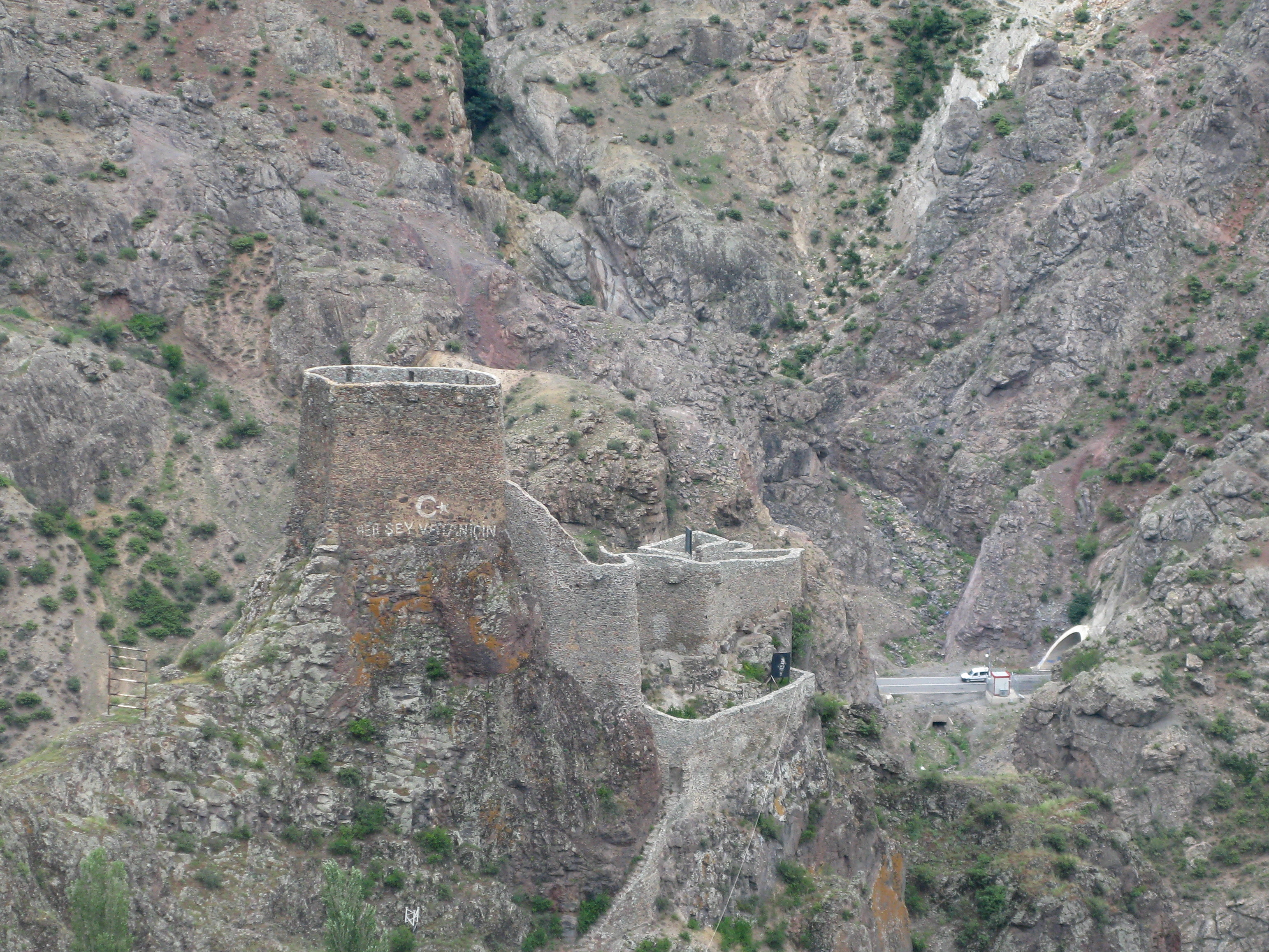
Livane Kalesi, Burg von 939 im Tal

Die Umgebung Artvins zeigt Reste einer Besiedlung, die bis 2000 Jahre vor unserer Zeitrechnung zurückreichen. Im Jahr 646 wurde die Umgebung Artvins während der arabischen Eroberungszüge eingenommen. Danach wechselte mehrfach die Vorherrschaft zwischen Byzantinern und Arabern. In dieser wechselvollen Zeit wurde die Burg Livane unten in der Nähe des Flusses errichtet, um die Eroberungszüge feindlicher Heere zu beobachten. Ab 1068 herrschten hier die Seldschuken. Nach einem georgischen Zwischenspiel fiel der Ort erneut unter seldschukische Herrschaft. Später war Artvin ein Grenzfürstentum aserbaidschanischer Atabegs. Im 13. Jahrhundert kamen die Mongolen und Ilchane und im 15. Jahrhundert stand Artvin unter der Vorherrschaft Uzun Hasans, der die lokalen Herrscher in ihrem Amt beließ. Im Osmanischen Reich wahrte Artvin eine Weile einen halbunabhängigen Status, nachdem Kronprinz Selim I. die Georgier besiegte, die Artvin zeitweilig erobert hatten.
Im Russisch-Osmanischen Krieg von 1877–78 eroberte Russland den Nordosten der Türkei und Artvin. Nach der im Russischen Reich durchgeführten Volkszählung lebten im Bezirk Artvin 52.434 Menschen, darunter waren 50,3 % Türken, 34,5 % Georgier und 14,8 % Armenier. Die Stadt Artvin war mehrheitlich von Armeniern bewohnt, die Umgebung hingegen von den Georgiern und Türken. 
Mit dem Friedensvertrag von Brest-Litowsk am Ende des Ersten Weltkrieges fiel das Gebiet wieder an die Türken.

## Kirchengeschichte
Von 1850 de jure bis 1972 war Artvin Sitz eines armenisch-katholischen Bischofs (Artuinensis Armenorum) des Patriarchats von Kilikien. Doch konnte der Stuhl unter russischer Herrschaft (ab 1878) nicht besetzt werden. Katholiken des lateinischen Ritus der Region Artvin unterstanden in der Zarenzeit dem römisch-katholischen Bischof von Tiraspol (Sitz: Saratov), ab 1912 ebenfalls die armenisch-katholischen Christen, ab 1921 einem Priester als Apostolischem Administrator mit Sitz in Tiflis (Georgien), später interimistisch, am Ende nur noch nominell einem Vikar.

## Stadtbild
Das Zentrum von Artvin liegt oberhalb der vom Schwarzen Meer südöstlich nach Ardahan und Kars führenden Schnellstraße 10 und ist über eine ab dem Abzweig fünf Kilometer lange, steile Serpentinenstraße zu erreichen. Der Busbahnhof für Fernbusse befindet sich im separaten Vorort Köprübaşı (auch Çarş) in der Nähe des Abzweigs am Flussufer. Die gesamte Innenstadt erstreckt sich entlang der Hauptstraße İnönü Caddesi und einiger kurvig verlaufenden Nebenstraßen auf halber Höhe am Berghang. Es gibt praktisch keine ebene Fläche im Stadtbereich. Als Provinzzentrum verfügt Artvin über entsprechende Verwaltungsgebäude, eine Bank und mehrere Hotels. Viele der einfachen Hotels fungieren zugleich als Bordelle.
Fast alle existierenden Häuser wurden ab dem letzten Viertel des 20. Jahrhunderts errichtet. Wohnblocks prägen das Stadtbild. Kaum mehr als zwei Häuser mit barocken Fassaden im russischen Stil sind noch aus der Zeit der russischen Herrschaft erhalten. Die Moschee im Stadtteil Çarşı (Çarşı Camii) datiert in die Jahre 1861/62. Die Salih-Bey-Moschee (Salihbey Camii) wurde 1792 fertiggestellt.

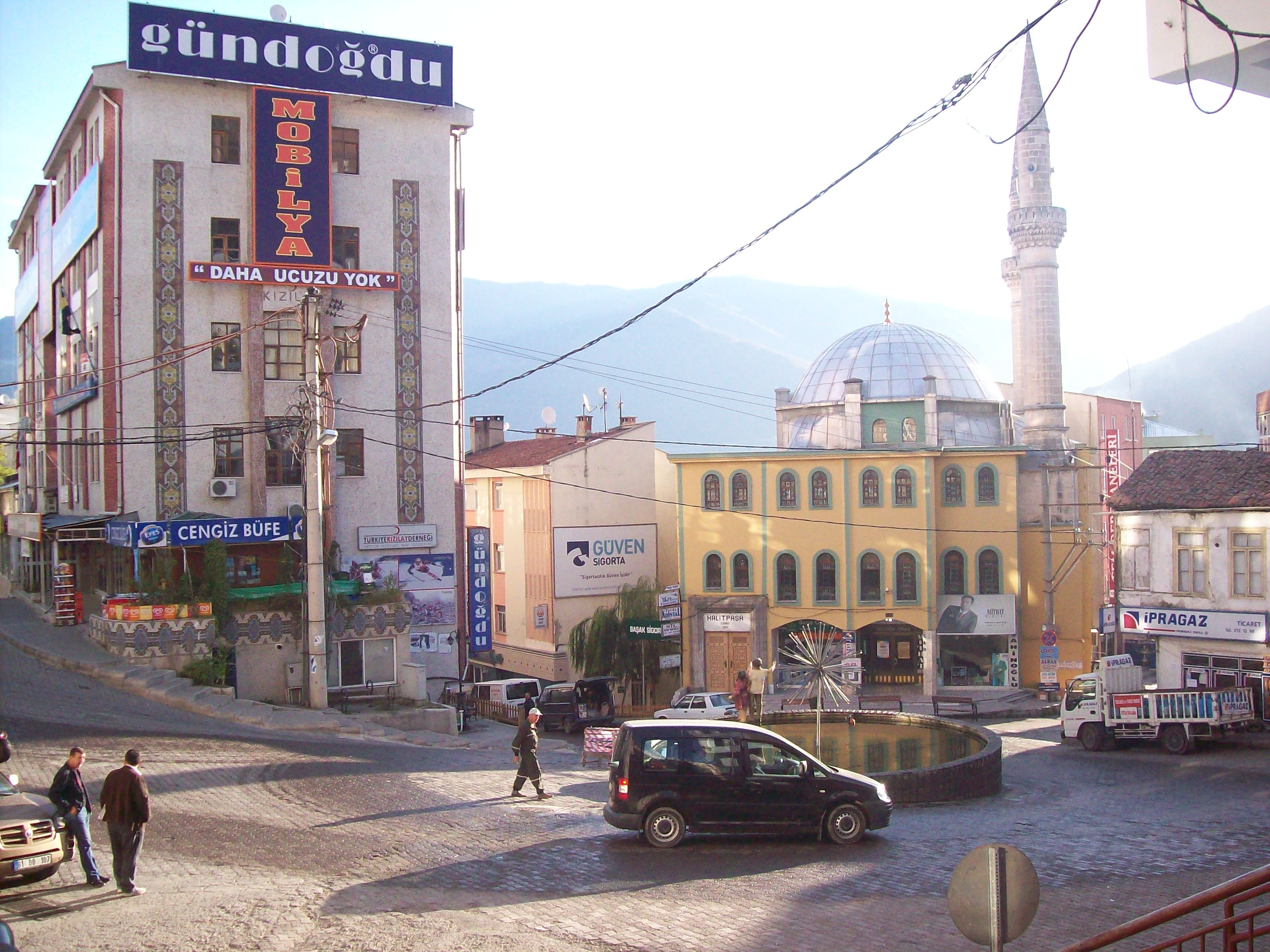
Zentrumsplatz (Meydanı) mit der Hauptmoschee Halitpaşa Camii von 1991
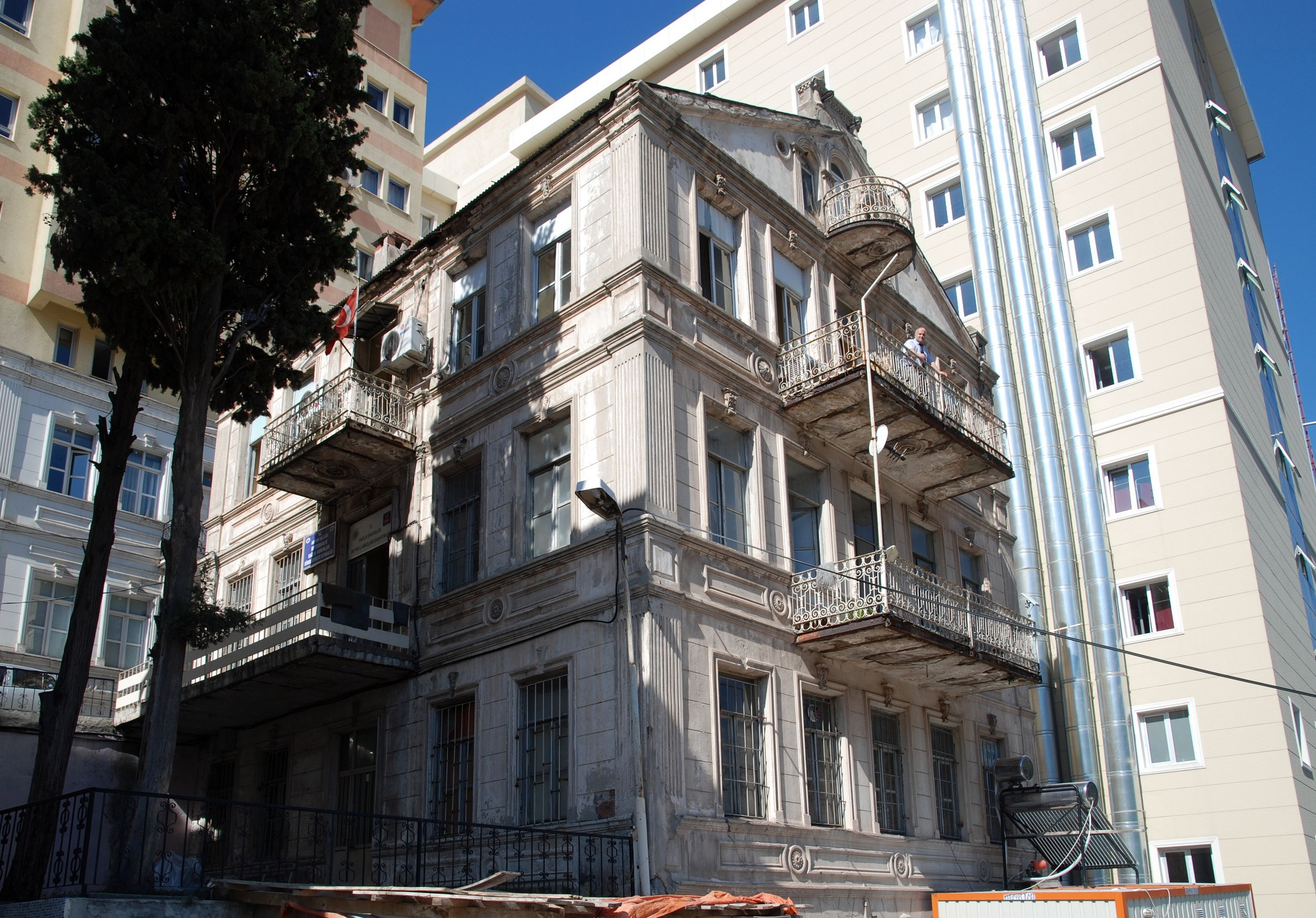
Möglicherweise das einzige noch erhaltene freistehende Haus im russischen Stil
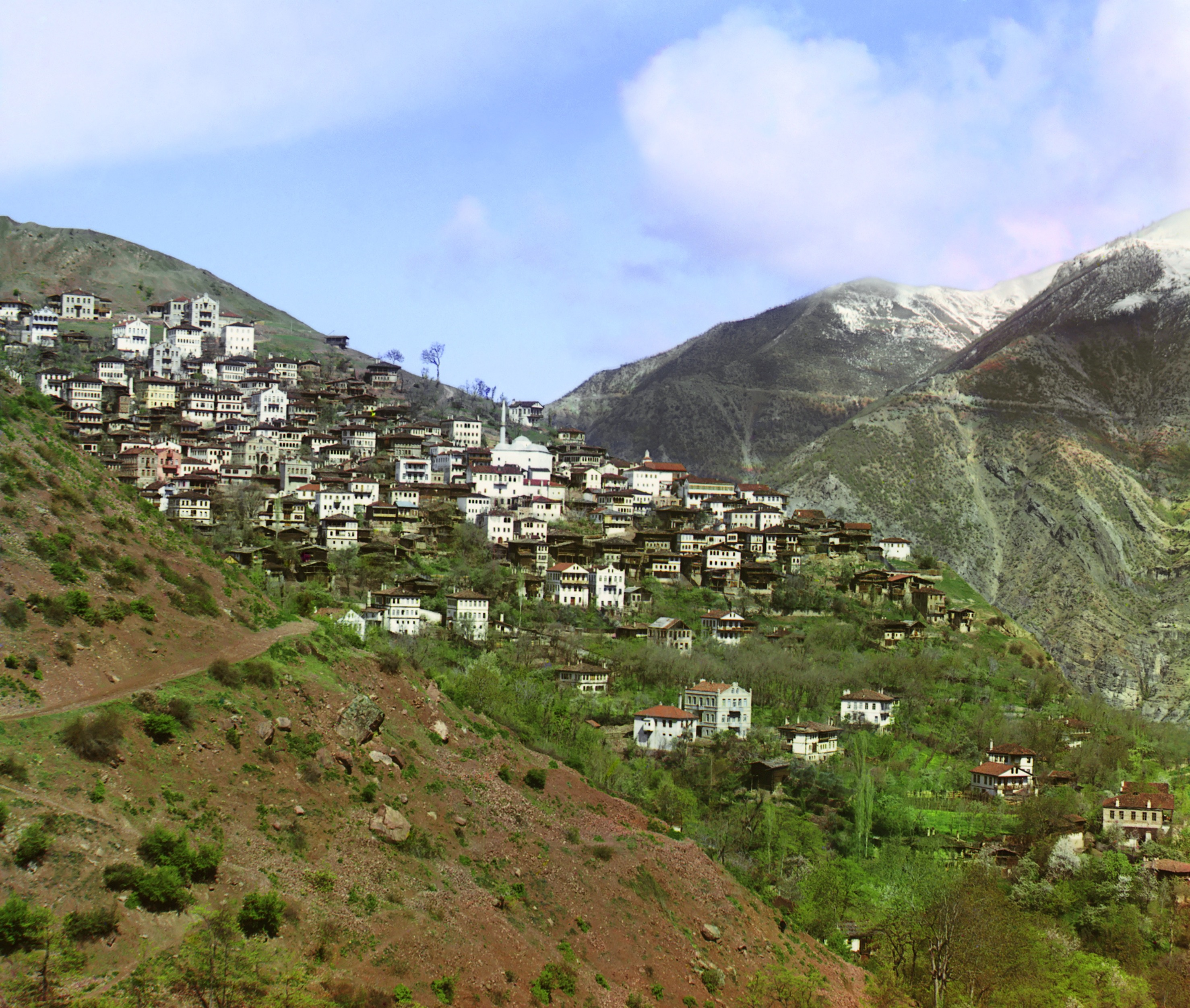
Foto von Sergei Michailowitsch Prokudin-Gorski, 1912. Selbe Blickrichtung nach Nordwesten wie Titelbild

## Landkreis
Als zentraler Landkreis (Merkez) hat Artvin Grenzen mit allen anderen Kreisen der Provinz – ausgenommen den drei Küstenkreisen Kemalpasa, Hopa und Arhavi am Schwarzen Meer. Eine externe Grenze bildet er im Südosten mit dem Kreis Olur der Provinz Erzurum. Der Kreis umfasst etwa 15 Prozent der Provinzfläche und ist der drittgrößte dieser Art. Er beherbergt etwa ein Fünftel der Provinzbevölkerung und liegt mit seiner Bevölkerungsdichte über dem Provinzdurchschnitt von 22,9. Er besteht neben der Kreisstadt noch aus 36 Dörfern (Köy, Mehrzahl: Köyler) mit einer Durchschnittsbevölkerung von 276 Einwohnern. Eines von ihnen hat mehr als 1000 Einwohner: Seyitler mit 3773 Einwohnern. Sechs weitere Köy haben mehr Einwohner als der Durchschnitt (276).

## Bevölkerungsentwicklung
Die Bevölkerung setzt sich neben Türken aus Georgiern, Lasen und Kurden zusammen.
Nachfolgende Tabelle zeigt den vergleichenden Bevölkerungsstand am Jahresende für die Provinz, den zentralen Landkreis und die Stadt Artvin sowie den jeweiligen Anteil an der übergeordneten Verwaltungsebene. Die Zahlen basieren auf dem 2007 eingeführten adressbasierten Einwohnerregister (ADNKS).

| Jahr | Provinz | Landkreis | Landkreis | Stadt | Stadt   |
| Jahr | absolut | proz.     | absolut   | proz. | absolut |
| ---- | ------- | --------- | --------- | ----- | ------- |
| 2022 | 169.403 | 21,33     | 36.133    | 72,45 | 26.180  |
| 2021 | 169.543 | 20,37     | 34.537    | 74,82 | 25.841  |
| 2020 | 169.501 | 20,06     | 34.007    | 74,36 | 25.288  |
| 2019 | 170.875 | 20,59     | 35.186    | 74,11 | 26.078  |
| 2018 | 174.010 | 20,16     | 35.081    | 72,43 | 25.408  |
| 2017 | 166.143 | 21,02     | 34.926    | 76,45 | 26.700  |
| 2016 | 168.068 | 20,60     | 34.626    | 76,04 | 26.329  |
| 2015 | 168.370 | 20,32     | 34.208    | 75,53 | 25.838  |
| 2014 | 169.674 | 20,07     | 34.050    | 74,96 | 25.525  |
| 2013 | 169.334 | 19,73     | 33.415    | 75,39 | 25.192  |
| 2012 | 167.082 | 20,16     | 33.692    | 76,49 | 25.771  |
| 2011 | 166.394 | 20,03     | 33.333    | 75,70 | 25.234  |
| 2010 | 164.759 | 19,80     | 32.627    | 74,64 | 24.354  |
| 2009 | 165.580 | 19,92     | 32.985    | 74,18 | 24.468  |
| 2008 | 166.584 | 19,37     | 32.272    | 72,90 | 23.527  |
| 2007 | 168.092 | 19,53     | 32.827    | 74,64 | 24.502  |

## Klimatabelle
|                        | Jan   | Feb  | Mär  | Apr  | Mai  | Jun  | Jul  | Aug  | Sep  | Okt  | Nov  | Dez  |   |       |
| Mittl. Temperatur (°C) | 2,5   | 3,4  | 6,7  | 11,7 | 15,5 | 18,6 | 20,7 | 21,0 | 18,1 | 14,1 | 8,6  | 4,2  | ⌀ | 12,1  |
| Mittl. Tagesmax. (°C)  | 6,0   | 7,7  | 12,0 | 17,5 | 21,2 | 23,8 | 25,5 | 26,0 | 23,7 | 19,5 | 12,8 | 7,5  | ⌀ | 17    |
| Mittl. Tagesmin. (°C)  | −0,6  | −0,3 | 2,3  | 6,8  | 10,6 | 13,9 | 16,7 | 17,1 | 14,0 | 10,3 | 5,1  | 1,3  | ⌀ | 8,1   |
|                        |       |      |      |      |      |      |      |      |      |      |      |      |   |       |
| Niederschlag (mm)      | 100,0 | 75,0 | 62,6 | 55,7 | 55,2 | 47,8 | 35,2 | 31,4 | 35,2 | 61,9 | 81,1 | 90,9 | Σ | 732   |
|                        |       |      |      |      |      |      |      |      |      |      |      |      |   |       |
| Sonnenstunden (h/d)    | 2,3   | 3,2  | 4,3  | 5,2  | 6,4  | 7,1  | 6,5  | 6,6  | 6,3  | 4,4  | 3,1  | 2,1  | ⌀ | 4,8   |
|                        |       |      |      |      |      |      |      |      |      |      |      |      |   |       |
| Regentage (d)          | 12,4  | 12,7 | 12,6 | 12,8 | 13,9 | 12,3 | 8,5  | 8,3  | 8,4  | 11,0 | 11,0 | 11,7 | Σ | 135,6 |

| −0,6 |

| −0,3 |

| 2,3 |

| 6,8 |

| 10,6 |

| 13,9 |

| 16,7 |

| 17,1 |

| 14,0 |

| 10,3 |

| 5,1 |

| 1,3 |

| −0,6 |

| −0,3 |

| 2,3 |

| 6,8 |

| 10,6 |

| 13,9 |

| 16,7 |

| 17,1 |

| 14,0 |

| 10,3 |

| 5,1 |

| 1,3 |

## Persönlichkeiten
- Nerses Akinian (1883–1963), Mechitaristen-Mönch und Armenologe
- Cengiz Kurtoğlu (* 1959), Musiker der arabesken Musik
- Kemalettin Şentürk (* 1970), Fußballspieler und Trainer
- Celal Al (* 1984), Schauspieler

## Partnerstadt
- Achalziche in Georgien